# Zaphne sinuata
Zaphne sinuata är en tvåvingeart som först beskrevs av Huckett 1965.  Zaphne sinuata ingår i släktet Zaphne och familjen blomsterflugor. Inga underarter finns listade i Catalogue of Life.